# Marco Mattiucci
Marco Mattiucci (Osimo, 17 agosto 1967 – Sarno, 5 maggio 1998) è stato un militare e vigile del fuoco italiano, medaglia d'oro al valor civile.

## Biografia
Ex allievo della scuola militare Nunziatella di Napoli (corso 196° anni 1983-86) soprannominato Matteo e noto per esser stato il direttore del coro degli allievi, era laureando in giurisprudenza quando scelse di svolgere l'anno di servizio di leva come volontario nel Corpo nazionale dei vigili del fuoco, del quale entrò a far parte il 20 ottobre 1997. Dopo sei mesi di formazione presso le scuole centrali, fu assegnato al comando di Salerno.
In questa veste, accorse insieme alla sua squadra in aiuto delle popolazioni di Sarno ed Episcopio colpite dal catastrofico evento alluvionale del 5 maggio 1998. Era impegnato con il suo automezzo nell'evacuazione di alcune persone quando ricevette l'ordine di ritiro, conseguente all'aggravarsi dei rischi di smottamento della zona dove si trovava.
Egli tuttavia rifiutò di abbandonare il posto e partì in soccorso di alcune persone, tra cui un bambino, delle quali aveva rilevato la posizione, riuscendo a metterle in salvo. Poco dopo, ancora impegnato nei soccorsi, venne travolto dalla frana insieme al suo automezzo e rimase ucciso.
Il 4 maggio 1999 gli è stata attribuita la medaglia d'oro al valor civile.

## Riconoscimenti postumi
La città di Salerno ha deciso di onorarne la memoria dedicandogli una strada ed un ponte, zona parco Pinocchio; il comune di Sarno gli ha dedicato il Centro polifunzionale della Protezione Civile; ed il Corpo dei VVFF gli ha intitolato la caserma di Salerno.